# Frank U. Augustin
Frank U. Augustin (* 16. Januar 1954 in Heilbronn) ist ein deutscher Musiker, Komponist und Sänger.

## Leben
Frank U. Augustin wuchs in Celle und Flensburg auf. Seine musikalische Grundausbildung erhielt er am Klavier bei Kirchenmusikdirektor Fritz Popp von der Nikolaikirche Flensburg. Anschließend gründete er mit Ulf Meyer die Band THE CLUMP. Es folgten eigene Lieder und Cover, u. a. mit Gustl Lütjens. Ab 1973 spielte er in der GRUPPE BERLIN mit Bernd Gruber, Susanne Stühr und Rainer Berg. Im Jahr 1978 gründete Augustin zusammen mit Michael Stein, Jochen Staadt, Rainer Glienke, Dieter Westmeier und Gerd Udo Heinemann die Rockband „Pille Palle und die Ötterpötter“. Die Gruppe hatte 1982 einen Kurzauftritt in dem Spielfilm Die Heartbreakers und war eng mit dem selbstverwalteten Projektzentrum Mehringhof verbunden. 
1984 unternahm Frank U. Augustin eine Musiktournee mit Manfred Maurenbrecher. Von 1990 bis 1996 wirkte er als Musiker, Schauspieler und Komponist an Produktionen mit der Theatergruppe Vanilla Gorgon mit. Mit der Berliner Satirekünstlerin Sarah Schmidt entstanden die musikalischen Veranstaltungsreihen „Salon Pröppke“ (1994) und „NeeNeeNee“ (1999–2000) sowie Songs zu Texten  von Friedhelm Kändler für das Programm „LebenLeben-ebeneben“ (1997–1998) mit Markus Kiefer. Im Jahr 2000 gründete Augustin seine Band die passanten.
Frank U. Augustin lebt als freischaffender Musiker in Berlin. Gemeinsam mit der Berliner Chansonnière Maila Barthel gibt er seit 2012 Kabarett-Konzerte mit Liedern von Hildegard Knef („Bin ich knef?“), Chansons und Balladen von Jacques Brel und François Villon („La Brel“) sowie Gedichten, Songs und Moritaten von Bertolt Brecht („Und das Meer So Blau“). Das neueste musikalische Programm des Duos „Die Barthel & Der Augustin“ ist eine Hommage an Udo Jürgens: „O Du Udo – und immer wieder geht die Sonne auf“.

## Musik
Die Lieder von Frank U. Augustin kann man als merkwürdige Lieder bezeichnen, die mit Witz und tieferer Einsicht das Freundliche wie das Erstaunliche und Abseitige im Leben zeigen. Mit eingängiger Sprache und Melodie. Den besten Überblick gibt das Album ZEIT von 2008, aufgenommen mit Steff Jungen (Drums & Percussion) und Hans Hartmann (Kontrabass).

## Werke (Auswahl)
- 1981: CrashPunkSkaBeatMauerPowerPopPogo-Sowieso, Rockband „Pille Palle und die Ötterpötter“, Frank Augustin (key, voc)
- 1982: Es Ist Alles Egal, Rockband „Pille Palle und die Ötterpötter“, Frank Augustin (key, voc)
- 1984: Hoffentlich... Geht Nichts Schief, Rockband „Pille Palle und die Ötterpötter“, Frank Augustin (key, voc)
- 2008: Veröffentlichung der CD „Zeit“, Band <die passanten<
- Veröffentlichungen von mp3-single „Brasilien“ / „maurenbrecher für alle“ / „b.traven – hommage an..“, Band <die passanten<

## Musikprogramme
- seit 2012/13: "In dieser Stadt" Ein Hildegard-Knef-Programm, mit Maila Barthel
- seit 2013/14: „Bin ich knef?“ – Hommage an die Berliner Diva Hildegard Knef, mit Maila Barthel
- seit 2014: „La Brel“ – Chansons und Balladen von Jacques Brel & Francois Villon, mit Maila Barthel
- seit 2015: „FernerSchimmerHeimat: Heimat einmal anders“ – Betrachtungen und Gedanken in Prosa, Liedern und Gedichten, mit Maila Barthel
- seit 2016: „RotScheinBar“ – Ein musikalisch-literarischer Ritt durch die Farbe ROT, mit Maila Barthel
- seit 2016: „Und das Meer so blau / Brecht nicht mit Brecht“ – Lieder, Gedichte, Balladen von Bertolt Brecht, mit Maila Barthel
- seit 2017: „O DU UDO – und immer wieder geht die Sonne auf“ – Hommage an Udo Jürgens, mit Maila Barthel